# Stazione di Guarda (Italia)
La stazione di Guarda è una fermata ferroviaria a servizio della località di Guarda di Molinella e della frazione di San Pietro Capofiume. È posta sulla ferrovia Bologna-Portomaggiore ed è gestita da Ferrovie Emilia Romagna (FER).

## Storia
La stazione è stata inaugurata nel 1887.

## Strutture e impianti
La stazione è costituita da un fabbricato viaggiatori con sala d'attesa, un marciapiede e un piazzale esterno con parcheggio.

## Movimento
Il servizio passeggeri è costituito dai treni della linea S2B (Bologna Centrale - Portomaggiore) del servizio ferroviario metropolitano di Bologna.
I treni sono effettuati da Trenitalia Tper nell'ambito del contratto di servizio stipulato con la regione Emilia-Romagna.
A novembre 2013, l'impianto risultava frequentato da un traffico giornaliero medio di 77 persone.
A novembre 2019, la stazione risultava frequentata da un traffico giornaliero medio di circa 118 persone (58 saliti + 60 discesi).